# Levuka

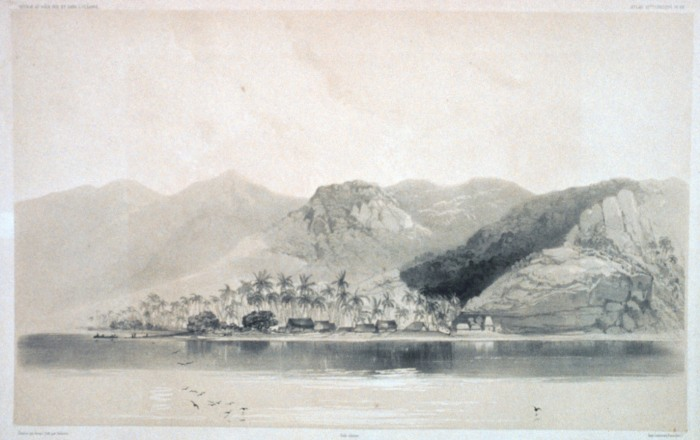
vy från havet ca 1839

Levuka är en ort på den fijianska ön Ovalaus sydöstkust. Den ligger i provinsen Lomaiviti, i Östra divisionen, där den också är huvudstad. Vid 1996 års folkräkning hade orten en befolkning om 3 745 invånare, mer än en tredjedel av Ovalaus totala befolkning. Orten är öns ekonomiska centrum och störst av dess 24 bosättningar. Staden har en särpräglad charm med stråk av åldrad kolonial prakt. Levuka och ön Ovalau söker Unescos erkännande som världsarv.

## Historia
Levuka grundades runt 1820 av europeiska bosättare och handelsmän, och var fijiöarnas första moderna stad. Den kom att bli en viktig hamn och handelsplats. Maristpräster, ledda av fader Breheret, etablerade en mission i Levuka 1858. 1870 hade orten en befolkning på över 800. När Fiji blev en stat 1871 kröntes hövdingen Seru Epenisa Cakobau till kung i Levuka. Efter att Fiji överlämnats tillStorbritannien 1874 var Levuka huvudstad fram till 1877, då administrationen flyttades till Suva, även om flytten inte gjordes officiell förrän 1882. Flytten baserades på åsikten att de 600 meter höga klipporna runt Levuka skulle förhindra stadens framtida utbyggnad.
Levuka är känd för att ha varit ursprungsstaden för flera institutioner i Fiji. Bland annat etablerades Fijis första bank, postkontor, skola, sjukhus, stadshus och kommunala regering i Levuka. Fijis första nyhetstidning, Fiji Times, grundades i Levuka 1869. Ett hotell i staden är Oceaniens äldsta - Royal Hotel, som fortfarande finns kvar. Historiker har inte lyckats bestämma dess exakta ålder, men det går åtminstone tillbaka till 1860-talet. Levuka var också den första platsen i Fiji att elektrifieras. Detta skedde 1927, tre dagar innan huvudstaden Suva elektrifierades.
Det svensk-norska konsulatet på Fiji-öarna (konsul George Smith) var beläget i Levuka 1892-1901.

## Ekonomi
Då fartyg som korsade Stilla havet under 1950-talet slutade mellanlanda i Levukas hamn hotades staden av ekonomisk utrotning. 1964 startades dock ett fiskeföretag av ett japanskt företag, som fokuserade på frysning och frakt av konserverad tonfisk, främst till Europa och Kanada. Ett konserveringsverk öppnades i staden 1976, och är ön Ovalaus största privata arbetsgivare.
Mycket på grund av dess isolering har turism mycket liten betydelse för ortens och öns ekonomi.